# Gasthaus Brühl

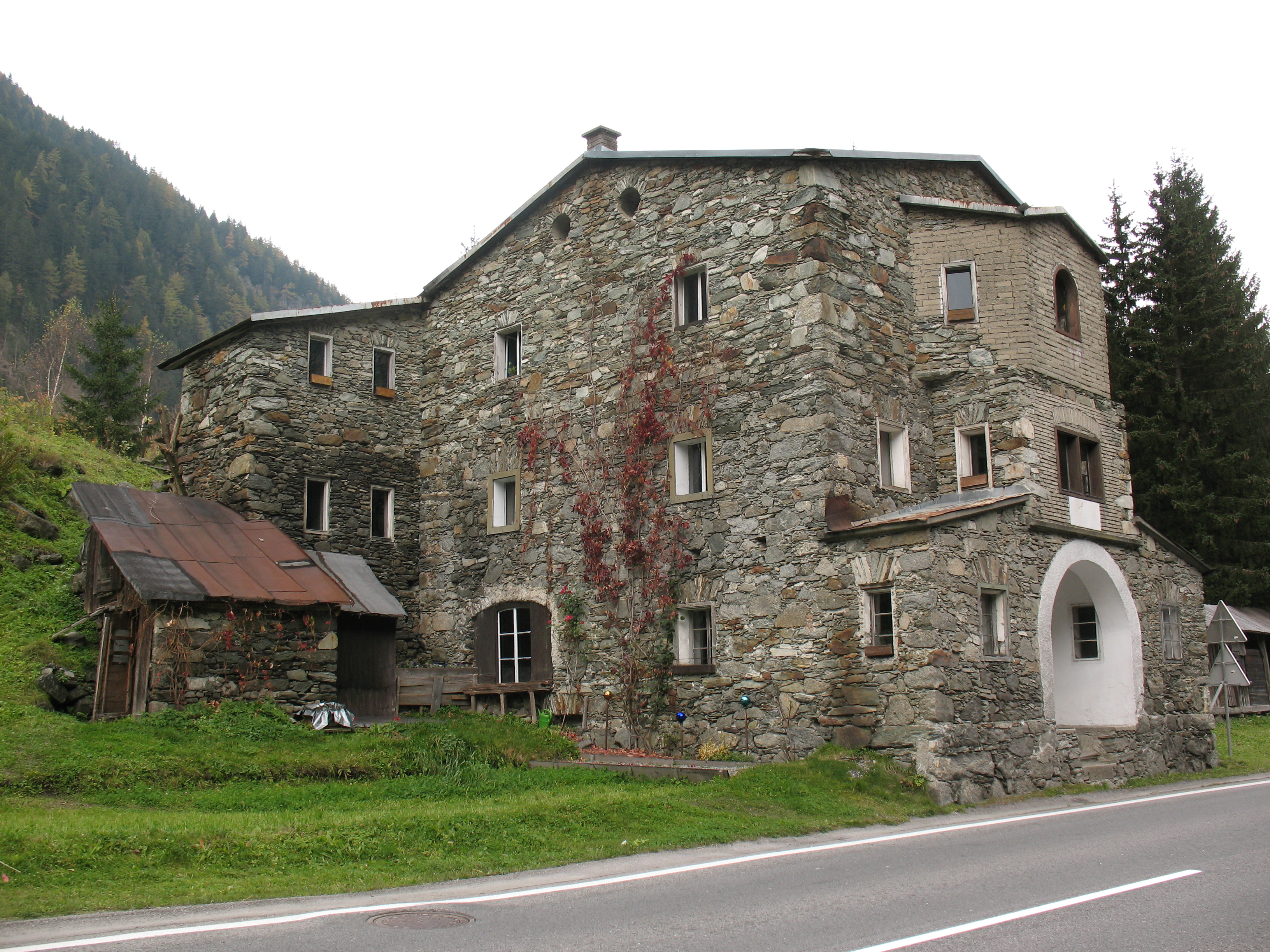
Ehemaliges Mauthaus Brühl

Das Gasthaus Brühl, auch Mauthaus Brühl, ist ein denkmalgeschütztes (Listeneintrag) Gebäude in der Gemeinde Matrei in Osttirol (Seblas Nr. 25). Es diente als Mautstation und Gasthaus für die Iseltalstraße (heute Felbertauern Straße).

## Geschichte
Bereits in den 1880er Jahren hatte die Gemeinde Matrei ihren Anteil der Iseltalstraße zwischen Huben und dem Markt selbst erneuert, wobei die Straße gleichzeitig vom Klausenwald am linksseitigen Tauernbachufer an die rechte Seite der Isel verlegt wurde. Trotz verschiedener Versuche übernahm das Land Tirol in der Folge weder den Ausbau der übrigen Iseltalstraße noch die Straßenerhaltung, jedoch wurde die Straße 1896 zur Konkurrenzstraße erhoben. Die bedeutete, dass sich das Land Tirol und die Gemeinden des Iseltals die Kosten für den Straßenbau nach einem bestimmten Schlüssel teilen mussten. 
Zur Einhebung der Straßenmaut wurde bei Lienz bzw. Matrei je ein Mauthaus eingerichtet, wobei die Funktion in der Gemeinde Matrei in der Folge das Gasthaus Brühl übernahm. Das Gasthaus war im 19. Jahrhundert von einem Südtiroler Weinhändler in der Fraktion Seblas errichtet worden, wobei ihm der Keller als Weinlager diente. Das Erdgeschoß wurde mit dem Ausbau der Iseltalstraße als Maut- und Gasthaus genutzt.

## Bauwerk
Das Mauthaus wurde in Bruchsteinmauerwerk errichtet und blieb großteils unverputzt, wodurch dem dreigeschoßigen Bau mit einem turmartigen Kern ein Festungscharakter verliehen wurde. Straßenseitig verfügt das Mauthaus über einen Vorbau, der eine große Rundbogenöffnung mit dem Treppenaufgang sowie mehrere Erker besitzt. Das flache Satteldach des Gebäudes wurde an drei Seiten mit flachen Giebeln ausgeführt. Das Gebäude besitzt des Weiteren einen westseitigen Zubau, die ebenerdigen Zubauten im Süden und Norden sind hingegen großteils verfallen.